# Århus stift

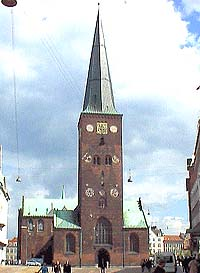
Århus domkyrka.

Århus stift är ett stift i danska folkkyrkan i Danmark med tidigmedeltida anor (se mer om stiftets äldsta historia i artikeln om stiftets äldsta domkyrka, Vor Frue Kirke, Århus). Stiftet omfattar en stor bit av nordöstra Jylland, söder om Ålborgs stift, det vill säga i stort sett söder om ön Vendsyssel-Thy och ett litet område söder om Limfjorden vid Ålborg. – Domkyrka sedan 1200-talet är Sankt Klemens Kirke i Århus.